# John Paul Tremblay
John Paul Tremblay (Halifax, 17 maggio 1968) è un attore, sceneggiatore e comico canadese noto soprattutto per il ruolo di Julian nella serie TV Trailer Park Boys.

## Biografia
Prima di essere coinvolto nella serie Trailer Park Boys, Tremblay e il suo futuro collega attoriale Robb Wells possedevano una catena di pizzerie chiamata JR Capone's. La sceneggiatura di Trailer Park Boys è stata scritta da Tremblay insieme a Robb Wells e al terzo co-protagonista della serie Mike Smith. Oltre alla serie tv il cast ha recitato nel'omonimo film del 2006, girato per la maggior parte nel comune di Halifax. Tremblay e Wells sono inoltre apparsi nel film del 2002 Virginia's Run come personaggi secondari.
Nel 2010, Tremblay è apparso con molti dei suoi ex compagni del cast di Trailer Park Boys nella serie The Drunk and On Drugs Happy Fun Time Hour, mentre nel 2011 insieme a Robb Wells e Mike Smith ha dato vita allo spettacolo comico dal vivo Drunk, High and Unemployed, messo in scena in una tournée negli Stati Uniti.
Tremblay si è riunito con il cast di Trailer Park Boys per la presentazione in anteprima su Netflix dell'ottava stagione dello show il 5 settembre 2014, a cui sono susseguite diverse fino al rilascio della dodicesima il 30 marzo 2018.